# Літопис газетних статей
«Літопис газетних статей» — державний бібліографічний покажчик України. Видається двічі на місяць Книжковою палатою України з 1937 року (до 1954 видавався під назвою «Літопис друку. Газетні статті»). У Літописі розписано всі загальнополітичні газети України. Також він містить аналітичну бібліографічну інформацію про статті, документальні матеріали, твори художньої літератури, опубліковані в загальнодержавних та обласних газетах України.
Головний редактор — Микола Сенченко.